# Konturrivalitet

Raimondi Stela

Konturrivalitet är en konstteknik som används för att skapa flera visuella tolkningsmöjligheter av en bild. En bild kan ses på ett sätt när man ser det på ett sätt, men om bilden viks eller vänds skapas en helt ny bild av samma linjer som tidigare formade den förra bilden.
Användningen av denna teknik var vitt spridd av konstnärerna i Chavínkulturen i centrala Anderna för omkring två tusen år sedan. Ett bra exempel på denna teknik från Chavin är Raimondi Stela.